# 新站镇 (蛟河市)
新站镇，是中华人民共和国吉林省吉林市蛟河市下辖的一个乡镇级行政单位。

## 行政区划
新站镇下辖以下地区：
新驿社区、新跃社区、石门子村、宝山村、双旺村、长友村、双顶子村、基良村、富安村、龙凤村、冷风口村、保安村、靠山村、珍珠村、平原村、复兴村、养鱼村、东沟村、朝阳村、六家子村、五家子村、吉祥村、老爷岭村、北安村、小姑家村、大利村、文化村、河南村、艾河村、仁和村、新站村、蔬菜村和新鲜村。